# Jüdischer Friedhof (Löhnberg)
Der jüdische Friedhof Löhnberg in Löhnberg, in der gleichnamigen Gemeinde nördlich von Weilburg im mittelhessischen Landkreis Limburg-Weilburg in Hessen, befindet sich nordwestlich weit außerhalb der Ortslage am Ende der Triftstraße, hinter der Bundesstraße 49 an einem Feldweg in der Gemarkung Crombacher Heck.

## Beschreibung
Der jüdische Friedhof Löhnberg wurde vermutlich im 19. Jahrhundert als Begräbnisstätte angelegt und diente aufgrund seiner abgeschiedenen Lage nicht nur der jüdischen Gemeinde in Löhnberg. Die letzte nachweisbare Beisetzung wurde im Jahr 1938 für Johanna Sternberg geb. Michel durchgeführt. Sie verstarb im Alter von 95 Jahren. Der Grabstein ist ebenfalls für Alexander Sternberg (verstorben 1915, mit 82 Jahren) verwendet worden. Es sind insgesamt acht Grabstellen aus der Belegungszeit von der Mitte des 19. Jahrhunderts bis zum Jahr 1938 vorhanden.
Das Areal des Friedhofs besteht aus einer rechteckigen Fläche, welche bereits verkleinert wurde. Dies ist an dem östlich verlaufenden Feldweg sichtbar, der mitten im Feld abrupt endet und früher den Weg bis zum Friedhof ermöglichte. Hinter dem zweiten den Friedhof nach Norden begrenzenden Feldweg, liegt ein Waldgrundstück. Der Friedhof wird vollständig von einem Holzzaun umschlossen und ist ohne Ortskenntnisse schwer zu finden.
Die Friedhofsfläche umfasst 17,23 Ar und ist im Denkmalverzeichnis des Landesamts für Denkmalpflege Hessen als Kulturdenkmal aus geschichtlichen Gründen eingetragen.